# Leucothoe (poemetto)
Leucothoe è un poemetto in latino del 1883 di Giovanni Pascoli, ritrovato e pubblicato nel 2012. L'opera si configura come un epillio mitologico ed erotico di 144 versi.

## Storia editoriale
Pascoli compose il poemetto nel 1883 quando, in difficoltà finanziarie, venne a conoscenza del Certamen poeticum Hoeufftianum, un premio assegnato annualmente dalla Koninklijke Nederlandse Akademie van Wetenschappen di Amsterdam. Spedì il componimento, però, senza conoscere le regole del concorso, né incluse il proprio nome, per cui non ricevette alcuna notizia dall'accademia e l'opera si perse negli archivi olandesi.
Nel 2012, il filologo Vincenzo Fera rintracciò il poemetto presso il Noord-Hollands Archief di Haarlem, ritrovando il testo originale ed intero, su tre fogli manoscritti dall'autore, e lo pubblicò nel dicembre dello stesso.

## Titolo
Il nome della protagonista, Leucotoe, non sembra attingere tanto alla Leucotoe ovidiana quanto più al mito della dea Leucotea.

## Contenuti
Leucotoe è una fanciulla figlia di una divinità marina e di un mortale. Questa sua natura semidivina la indurrà a cercare un avvicinamento alle ninfe Nereidi, causando un isolamento dai mortali ed evitando così il corteggiamento dei suoi coetanei: il suo amore è infatti riservato a una divinità del mare, che la farà sua.